# 丹麥廣播公司K頻道
丹麥廣播公司K頻道（丹麥語：DR K）是丹麥廣播公司一條已經不復存在的電視頻道，當時主要播放各類藝術、歷史和文化節目。這條頻道於2009年11月1日開播，每日廣播時間為下午四時至午夜十二時，最後因頻道改革而在2020年1月2日停播。